# Saint-Yrieix-le-Déjalat
Saint-Yrieix-le-Déjalat é uma comuna francesa na região administrativa da Nova Aquitânia, no departamento de Corrèze. Estende-se por uma área de 40,33 km². Em 2010 a comuna tinha 351 habitantes (densidade: 8,7 hab./km²).